# (20958) A900 MA
(20958) A900 MA  es un asteroide que cruza la órbita de Marte, descubierto el 29 de junio de 1900 por James Edward Keeler desde el Observatorio Lick, en California, Estados Unidos.

## Designación y nombre
Designado provisionalmente como A900 MA.

## Características orbitales
A900 MA orbita a una distancia media del Sol de 2,3296 ua, pudiendo acercarse hasta 1,6409 ua y alejarse hasta 3,0182 ua. Tiene una excentricidad de 0,2956 y una inclinación orbital de 8,1610° grados. Emplea en completar una órbita alrededor del Sol 1298 días.

## Características físicas
Su magnitud absoluta es 14,4. Tiene 2,847 km de diámetro. Su albedo se estima en 0,399.